# Ctenophorus reticulatus
Ctenophorus reticulatus är en ödleart som beskrevs av  Gray 1845. Ctenophorus reticulatus ingår i släktet Ctenophorus och familjen agamer. Inga underarter finns listade i Catalogue of Life.